# ستيفان مولتون بابكوك
ستيفان مولتون بابكوك (بالإنجليزية: Stephen Moulton Babcock)‏ (1843 - 1931 م) هو كيميائي زراعي أميركي.
ابتكر، عام 1890 م، اختباراً معروفاً باسمه اختبار بابكوك ، وهو يُجْرَى لتحديد نسبة الدُّهن في اللبن ومشتقاته.

## المصدر
- بابكوك، ستيفان مولتون - موسوعة المورد، منير البعلبكي، 1991 م